# Queensland
Queensland és un estat d'Austràlia situat al nord-est de l'illa. Limita al sud amb Nova Gal·les del Sud, al sud-oest amb Austràlia Meridional i a l'oest amb el Territori del Nord, mentre que a llevant hi té el Mar del Corall.
Inicialment, i fins a 1851 el territori formava part de la Colònia de Nova Gal·les del Sud.
És el segon estat de la federació pel que fa a superfície (després d'Austràlia Occidental) i el tercer amb població (després de Nova Gal·les del Sud i Victòria).
La seva població es concentra al sud-est de l'estat, on hi ha la capital Brisbane així com nuclis turístics importants com Gold Coast.
L'economia de l'estat és dominada per la mineria i el turisme